# Poděbradské dioráma
Poděbradské dioráma je sloup stojící na okraji lázeňského parku v Poděbradech. Má podobu stylizovaného plakátovacího válce s horní částí ve tvaru věže poděbradského zámku. Po vhození mince se zvedne opona a spustí se asi minutové představení s písní zvoucí do Poděbrad. Na scéně se pohybují různé postavičky (lékař, masér, motorkář, hosté ochutnávající lázeňské oplatky a Poděbradku) a místní budovy, evokující život ve městě. Samotný sloup je pokryt desítkami fiktivních reklam, které humornou formou připomínají nejvýznamnější události z historie města. Plakáty jsou zároveň doplněny o věcné údaje. Náklady na vznik diorámatu byly hrazeny z daru Petra Kovaříka. Dioráma bylo slavnostně odhaleno 28. října 2011.

## Vznik

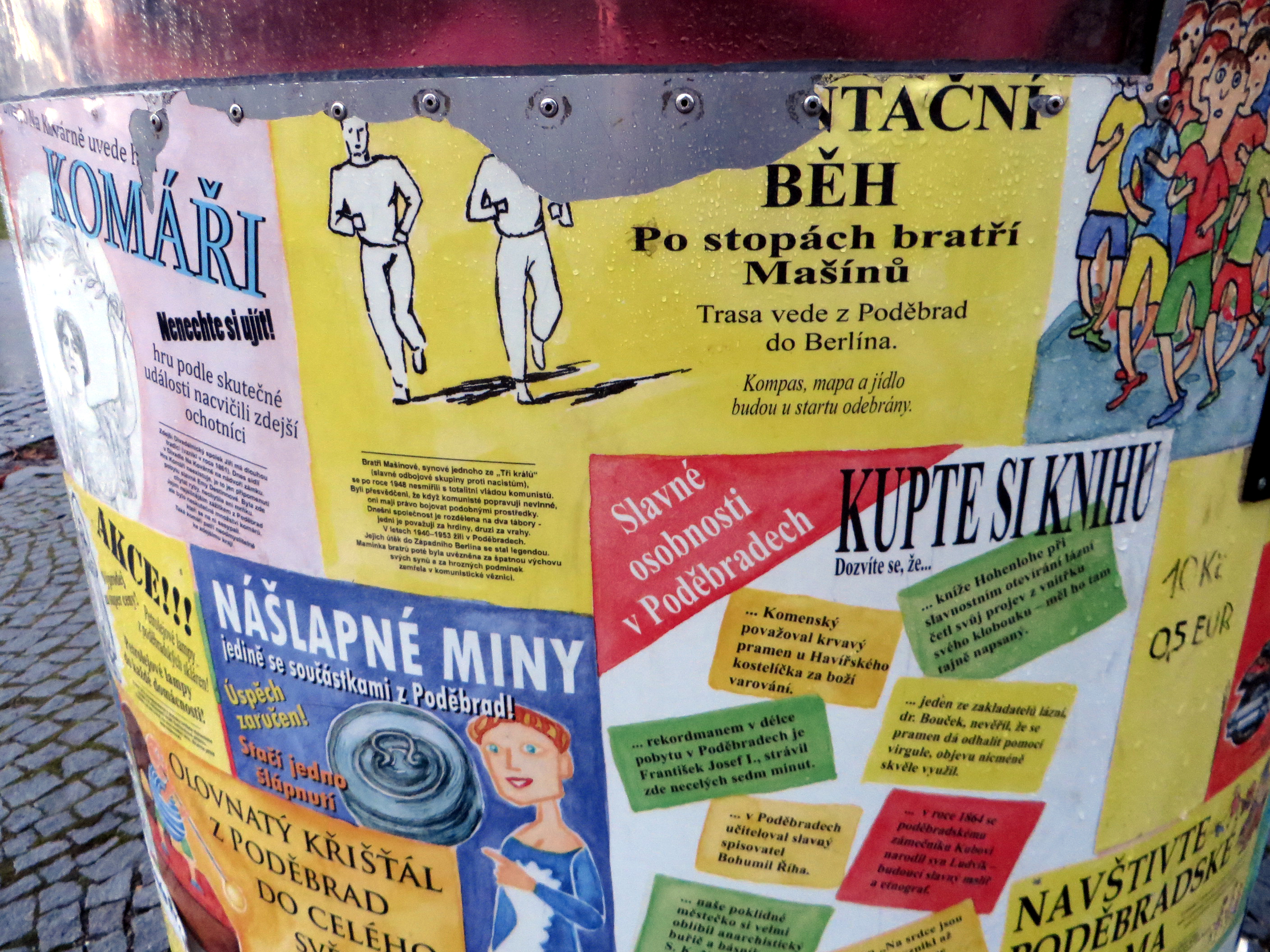
Detail fiktivní reklamy

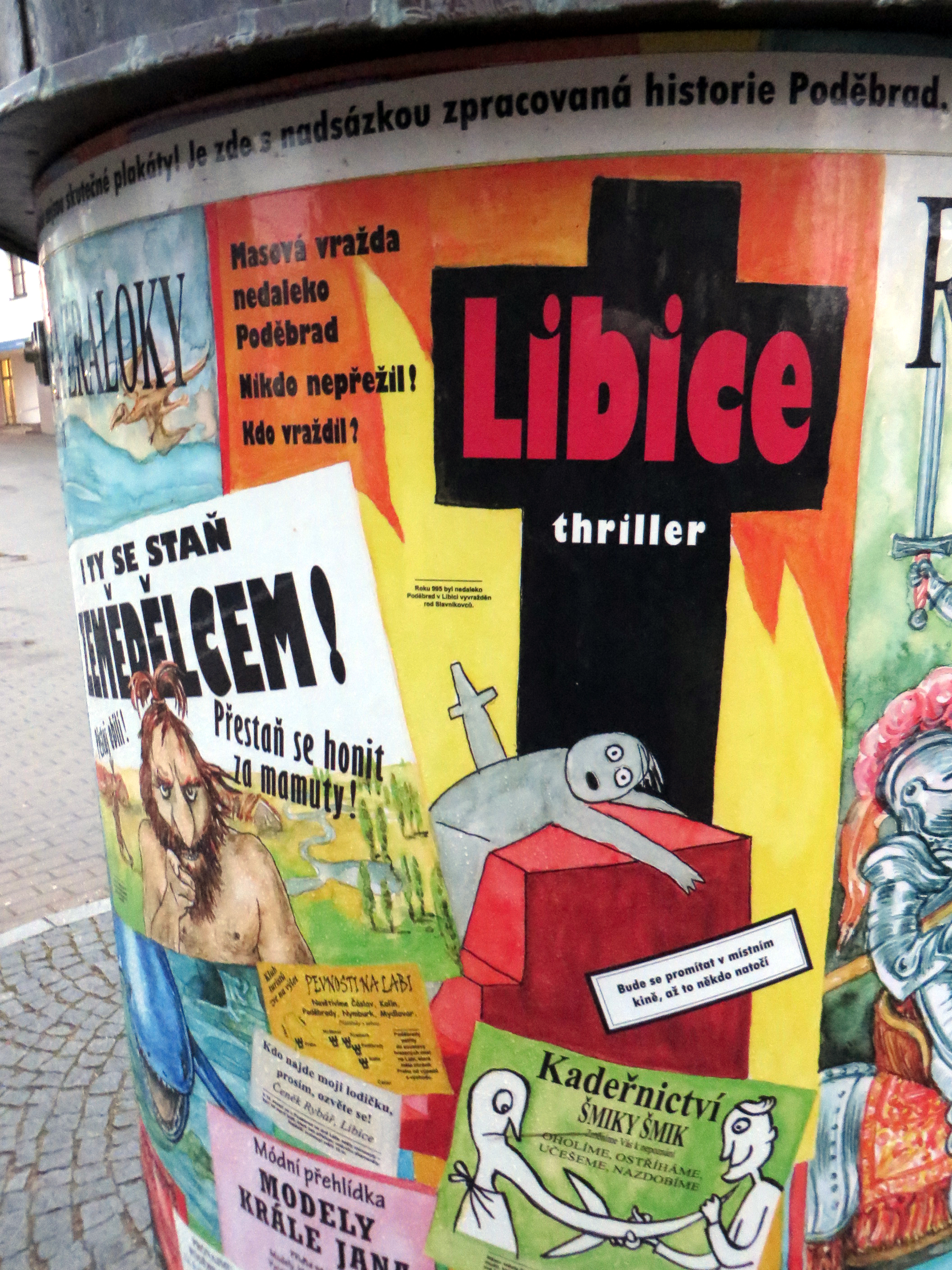
Detail fiktivní reklamy

Vznik diorámatu byl inspirován animovaným filmem Shrek. Jeho hlavními autory jsou výtvarnice Lucie Seifertová a architekti Jaromír a Tadeáš Klabanovi. Výtvarnou stránku diorámatu vytvořila Lucie Seifertová. Píseň pro dioráma složil a s poděbradským pěveckým sborem Kvítek nazpíval manžel Seifertové Petr Prchal (Pancho). Se vznikem diorámatu pomáhala také etnografka Jana Hrabětová. Dioráma bylo slavnostně odhaleno 28. října 2011. Křtu se ujala moderátorka Nora Fridrichová.
Po odhalení diorámatu některé z plakátů vyvolaly negativní reakci části veřejnosti. Jde zejména o plakát s textem „Orientační běh po stopách bratří Mašínů. Trasa vede z Poděbrad do Berlína“, připomínající existenci protikomunistické skupiny bratří Mašínů. Jak Seifertové uvedla, teprve nedlouho před vznikem diorámatu zjistila, že vyrůstala ve stejné ulici (Na Chmelnici), ve které v minulosti žila rodina Mašínova, k čemuž dodala: „Názory na ně se velmi různí, do paměti Poděbrad ale bezpochyby patří“. Připomínku bratří Mašínů mezi jinými kritizovala historička Jana Hrabětová, dle které by bylo lepší na ně zapomenout. Autoři samotní s takovým názorem nesouhlasili a na plakátu trvali.